# Casa regală din Bicaz
Casa regală din Bicaz este un monument istoric situat în orașul Bicaz, județul Neamț. Este situată în Str. Barajului nr. 4. Clădirea a fost construită în anul 1912. Figurează pe noua listă a monumentelor istorice sub codul LMI: NT-II-m-B-10589.

## Istoric
De treci prin Bicaz, fie si pentru cateva ore, este imposibil sa nu-ti atraga atentia o cladire veche, ce pare linistita, dar in care se pun la cale destinele unui oras. Este vorba de Primaria din Bicaz, un loc in care cei visatori se pot intoarce cu destula usurinta in trecut. Mai ales ca imobilul, construit in 1909, a făcut parte din domeniul Coroanei Regale, fiind ridicat in timpul domniei lui Carol I. Initial, casa a fost destinata familiei regale, pentru petrecerea vacantelor.
Din 1912, cand lucrarile au fost finalizate, localnicii au sperat ca il vor intalini pe rege pe meleagurile lor, dar “minunea” s-a intamplat abia in iulie 1918. Atunci, Guvernul a propus regelui Ferdinand sa se retraga cu intreaga familie și suita, Regina Maria, principesele Ileana, Marioara, Elisabeta si principele Nicolae, la Bicaz. Inca din prima zi de sedere, Regina Maria, impresionata de frumusetea idilica a zonei de pe valea Bistritei, impreuna cu mai multe doamne din suita, s-a implicat in actiuni caritabile, pentru ajutorarea taranilor nevoiasi. Se pare ca destinul acestei case a fost de la inceputuri acela de ultima speranta in situatii limita.
Încă din prima zi de ședere, Regina Maria, impresionată de frumusețea zonei de pe valea Bistriței, împreună cu fiicele sale și cu mai multe doamne din suită, s-a implicat în acțiuni caritabile pentru ajutorarea țăranilor nevoiași. Doi ani au petrecut la Bicaz, iar la terminarea războiului familia regală s-a întors în București.
A fost “gazda” primitoare si pentru Ignacy Moscicky, presedintele Republicii Polonia (1926-1939). Obligat de imprejurari vitrege, in 1939, intre 19 septembrie si 4 noiembrie, presedintele polonez se retrage la casa regala din Bicaz. Gazduirea este si astazi amintita de o placa amplasata pe fatada. Anul 1944 a adus schimbarea. Odata cu abdicarea si plecarea Regelui Mihai din tara, toate bunurile care au apartinut Domenuiului Coroanei au intrat in posesia statului roman, (desi erau deja ale statului). Aceasi soarta a avut si casa din Bicaz. In 1960, cand Bicazul a fost declarant oras, a revenit, macar partial, la nivelul de altadata, devenind sediul actual al Primariei.